# کوپانینه (استان اشوی‌داشکسیه)
کوپانینه (به لهستانی: Kopaniny) یک منطقهٔ مسکونی در لهستان است که در گمینا کونگسکیه واقع شده‌است.